# 程小雅
程小雅（1987年2月11日—）是一名香港女子竞走运动员，畢業於慈幼葉漢小學（2001年小六上午校）和東華三院伍若瑜夫人紀念中學。她代表中国香港队在2020年夏季奥运会女子20公里競走比賽中以1:37:53的成绩排名第35名。